# جيم شابمان (صحفي)
جيم شابمان هو صحفي كندي، ولد في 10 فبراير 1949.